# Rhaphiostylis ovatifolia
Espèce
Statut de conservation UICN

 EN B1ab(iii)+2ab(iii) : En danger
Rhaphiostylis ovatifolia Engl. est une espèce de plantes de la famille des Icacinaceae et du genre Rhaphiostylis, endémique du Cameroun. 

## Description
Il s’agit d’une liane ligneuse pouvant atteindre 11 mètres de haut.

## Distribution
Relativement rare, elle a été observée au sud du  Cameroun, dans le massif des Mamelles près de Kribi, à Grand Batanga et Lolabé.